# Lloyd Ruby
Richard Lloyd Ruby (* 12. Januar 1928 in Wichita Falls, Texas; † 23. März 2009 ebenda) war ein US-amerikanischer Autorennfahrer.

## Leben
Lloyd Ruby war in den späten 1950er- und den 1960er-Jahren einer der besten Fahrer der USAC-Serie in den USA. Ein Sieg beim Indy 500 blieb ihm allerdings verwehrt. Seine beste Platzierung war der dritte Platz 1964. Dem Sieg am nächsten kam er 1969, als er in Führung liegend durch einen völlig verpatzten letzten regulären Boxenstopp weit zurückfiel.
Seine größten Erfolge feierte er im Sportwagen. Er gewann 1965 das Daytona Continental (ein 2000-km-Rennen das zur Markenweltmeisterschaft zählte) und 1966, jeweils mit Ken Miles als Kopiloten, die 24 Stunden von Daytona. 1966 siegte er auch bei den 12 Stunden von Sebring. Bei den 24 Stunden von Le Mans gehörte er 1967 zur Ford-Werksmannschaft. Das Rennen war für Ruby jedoch schon nach 86 Runden, nach einem Unfall, bei dem der Ford GT 40 MK IV irreparabel beschädigt wurde, zu Ende. Kopilot war Denis Hulme.
Ruby startete auch in der Automobil-Weltmeisterschaft. Da die 500 Meilen von Indianapolis von 1950 bis 1960 zur Weltmeisterschaft gehörten, fuhr er beim Indianapolis 500 1960 seinen ersten Weltmeisterschaftslauf. Auf einem Watson-Offenhauser erreichte er in derselben Runde wie der Sieger Jim Rathmann Rang 7. Sein zweiter Start erfolgte beim Großen Preis der USA 1961 in Watkins Glen. Diesmal gab es einen Ausfall. Der Lotus 18-Climax blieb in der 76. Runde mit einem Schaden am Magnetzünder liegen.

## Statistik

### Statistik in der Automobil-Weltmeisterschaft
Diese Statistik umfasst alle Teilnahmen des Fahrers an der Automobil-Weltmeisterschaft, die heutzutage als Formel-1-Weltmeisterschaft bezeichnet wird.

#### Gesamtübersicht
| Saison | Team              | Chassis  | Motor              | Rennen | Siege | Zweiter | Dritter | Poles | schn. Rennrunden | Punkte | WM-Pos. |
| ------ | ----------------- | -------- | ------------------ | ------ | ----- | ------- | ------- | ----- | ---------------- | ------ | ------- |
| 1960   | J. C. Agajanian   | Watson   | Offenhauser 4.5 L4 | 1      | −     | −       | −       | −     | −                | −      | NC      |
| 1961   | J. Frank Harrison | Lotus 18 | Climax 1.5 L4      | 1      | −     | −       | −       | −     | −                | −      | NC      |
| Gesamt | Gesamt            | Gesamt   | Gesamt             | 2      | −     | −       | −       | −     | −                | −      |         |

#### Einzelergebnisse
| Saison | 1 | 2 | 3 | 4 | 5 | 6 | 7   | 8 | 9 | 10 |
| ------ | - | - | - | - | - | - | --- | - | - | -- |
| 1960   |   |   |   |   |   |   |     |   |   |    |
|        |   | 7 |   |   |   |   |     |   |   |    |
| 1961   |   |   |   |   |   |   |     |   |   |    |
|        |   |   |   |   |   |   | DNF |   |   |    |

| Legende  | Legende            | Legende                                                          |
| Farbe    | Abkürzung          | Bedeutung                                                        |
| -------- | ------------------ | ---------------------------------------------------------------- |
| Gold     | –                  | Sieg                                                             |
| Silber   | –                  | 2. Platz                                                         |
| Bronze   | –                  | 3. Platz                                                         |
| Grün     | –                  | Platzierung in den Punkten                                       |
| Blau     | –                  | Klassifiziert außerhalb der Punkteränge                          |
| Violett  | DNF                | Rennen nicht beendet (did not finish)                            |
| Violett  | NC                 | nicht klassifiziert (not classified)                             |
| Rot      | DNQ                | nicht qualifiziert (did not qualify)                             |
| Rot      | DNPQ               | in Vorqualifikation gescheitert (did not pre-qualify)            |
| Schwarz  | DSQ                | disqualifiziert (disqualified)                                   |
| Weiß     | DNS                | nicht am Start (did not start)                                   |
| Weiß     | WD                 | zurückgezogen (withdrawn)                                        |
| Hellblau | PO                 | nur am Training teilgenommen (practiced only)                    |
| Hellblau | TD                 | Freitags-Testfahrer (test driver)                                |
| ohne     | DNP                | nicht am Training teilgenommen (did not practice)                |
| ohne     | INJ                | verletzt oder krank (injured)                                    |
| ohne     | EX                 | ausgeschlossen (excluded)                                        |
| ohne     | DNA                | nicht erschienen (did not arrive)                                |
| ohne     | C                  | Rennen abgesagt (cancelled)                                      |
| ohne     | keine WM-Teilnahme |                                                                  |
| sonstige | P/fett             | Pole-Position                                                    |
| sonstige | 1/2/3/4/5/6/7/8    | Punktplatzierung im Sprint-/Qualifikationsrennen                 |
| sonstige | SR/kursiv          | Schnellste Rennrunde                                             |
| sonstige | *                  | nicht im Ziel, aufgrund der zurückgelegten Distanz aber gewertet |
| sonstige | ()                 | Streichresultate                                                 |
| sonstige | unterstrichen      | Führender in der Gesamtwertung                                   |

### Le-Mans-Ergebnisse
| Jahr | Team           | Fahrzeug        | Teamkollege | Platzierung | Ausfallgrund |
| ---- | -------------- | --------------- | ----------- | ----------- | ------------ |
| 1967 | Holman & Moody | Ford GT40 Mk.IV | Denis Hulme | Ausfall     | Unfall       |

### Sebring-Ergebnisse
| Jahr | Team                 | Fahrzeug         | Teamkollege | Platzierung | Ausfallgrund  |
| ---- | -------------------- | ---------------- | ----------- | ----------- | ------------- |
| 1957 | Bobby Burns          | Maserati 150S    | Bobby Burns | Ausfall     | Ventilschaden |
| 1966 | Shelby American Inc. | Ford X1 Roadster | Ken Miles   | Gesamtsieg  |               |
| 1967 | Ford Motor Company   | Ford GT40 Mk.IIB | A. J. Foyt  | Rang 2      |               |
| 1968 | Samadco Ltd.         | Chevrolet Camaro | Al Unser    | Ausfall     | Motorschaden  |

### Einzelergebnisse in der Sportwagen-Weltmeisterschaft
| Saison | Team                         | Rennwagen        | 1   | 2   | 3   | 4   | 5   | 6   | 7   | 8   | 9   | 10  | 11  | 12  | 13  | 14  | 15  | 16  | 17  | 18  | 19  | 20  |
| ------ | ---------------------------- | ---------------- | --- | --- | --- | --- | --- | --- | --- | --- | --- | --- | --- | --- | --- | --- | --- | --- | --- | --- | --- | --- |
| 1957   | Bobby Burns                  | Maserati 150S    | BUA | SEB | MIM | NÜR | LEM | KRI | CAR |     |     |     |     |     |     |     |     |     |     |     |     |     |
| 1957   | Bobby Burns                  | Maserati 150S    | DNF |     |     |     |     |     |     |     |     |     |     |     |     |     |     |     |     |     |     |     |
| 1965   | Carroll Shelby International | Ford GT40        | DAY | SEB | BOL | MON | MON | RTT | TAR | SPA | NÜR | MUG | ROS | LEM | REI | BOZ | FRE | CCE | OVI | NÜR | BRI | BRI |
| 1965   | Carroll Shelby International | Ford GT40        | 1   |     |     |     |     |     |     |     |     |     |     |     |     |     |     |     |     |     |     |     |
| 1966   | Carroll Shelby International | Ford GT40        | DAY | SEB | MON | TAR | SPA | NÜR | LEM | MUG | CCE | HOK | SIM | NÜR | ZEL |     |     |     |     |     |     |     |
| 1966   | Carroll Shelby International | Ford GT40        | 1   | 1   |     |     |     |     |     |     |     |     |     |     |     |     |     |     |     |     |     |     |
| 1967   | Holman & Moody Ford          | Ford GT40        | DAY | SEB | MON | SPA | TAR | NÜR | LEM | HOK | MUG | BRH | CCE | ZEL | OVI | NÜR |     |     |     |     |     |     |
| 1967   | Holman & Moody Ford          | Ford GT40        | DNF | 2   |     |     |     |     | DNF |     |     |     |     |     |     |     |     |     |     |     |     |     |
| 1968   | Samadco Ltd.                 | Chevrolet Camaro | DAY | SEB | BRH | MON | TAR | NÜR | SPA | WAT | ZEL | LEM |     |     |     |     |     |     |     |     |     |     |
| 1968   | Samadco Ltd.                 | Chevrolet Camaro | DNF |     |     |     |     |     |     |     |     |     |     |     |     |     |     |     |     |     |     |     |